# Phenacoccus aceris
Phenacoccus aceris är en insektsart som först beskrevs av Victor Antoine Signoret 1875.  Phenacoccus aceris ingår i släktet Phenacoccus och familjen ullsköldlöss. Arten är reproducerande i Sverige. Inga underarter finns listade i Catalogue of Life.